# سارکر پروتیک
سارکر پروتیک (انگلیسی: Sarker Protick؛ زادهٔ ۱۹۸۶) عکاس اهل بنگلادش است. وی از سال ۲۰۰۶ میلادی تاکنون مشغول فعالیت بوده‌است.